# 미주한인예수교장로회
미주한인예수교장로회는 미국과 캐나다에 있는 보수적인 장로교 교단이다.

## 역사
1978년 펜실베니아주 필라델피아 웨스트민스터 신학교 캠퍼스에서 한인 이민자들에 의해 결성되었다. 창립 당시 교회는 5개의 노회로 구성되었다. 이들은 가주노회, 중부노회, 뉴욕노회, 필라델피아노회 및 캐나다노회이다. 교단은 보수적이고 교리 중심적인 교회이다. 1990년대 말에 교회는 북미와 남미뿐 아니라 러시아, 유럽에도 19개의 노회가 있었다. 1983년에 그것은 북미 장로교 개혁 위원회에 합류했다. 5개의 노회로 시작한 본 교단이 31개의 노회로 발전을 거듭한 그 확장의 역사를 살펴 보면, 1978년 가주노회, 뉴욕노회, 필라노회, 중부노회, 캐나다노회 이상의 5개 노회가 총회로 설립된 후, 그 해에 1978년 가주노회로부터 북가주노회가 분립하였다. 이어서 1981년 뉴욕노회로부터 동남부노회가 분립하였고, 1982년 가주노회로부터 남부노회가 분립되었으며, 1983년 미주서북노회가 가입하였다. 1984년에는 뉴욕노회로부터 워싱톤DC를 중심한 수도노회가 분립되었고, 1985년에 북미에 머물러 있던 총회가 그 지역을 중남미쪽으로 넓혀 중남미(파라과이)노회가 가입하였다. 1987년 가주노회로부터 남가주노회가 분립되었고, 1989년 남미노회가 가입하였으나, 1990년 남미노회가 중남미노회로 병합되었다. 1991년 구주노회가 가입하였고 1992년에 뉴욕노회에 대회측으로부터 뉴욕서노회가 가입하였으며, 이듬해인 1993년 총회에서 뉴욕노회는 뉴욕동노회로 개명하고 뉴욕노회는 2개의 노회로 분립확장되었다. 1994년에는 가주노회로부터 서가주노회가 분립되었고 같은 해에 브라질노회가 가입하게 되었다. 이어 1996년에는 하와이노회와 미주동북노회가 가입하였고, 같은 해 뉴욕동노회로부터 뉴잉글랜드노회가 분립되었다. 1998년 뉴질랜드노회가 가입하였으며, 1999년에는 대한예수교장로회 대회 측에 소속되었던 동미주노회가 스스로 해산하고 현지 본 노회로 가입키로 결정하였으며, 대회 측 서북노회가 가입함으로 가미노회와 합병하여 서북미노회로 개칭하였고, 같은 해 뉴욕서노회와 동북노회가 또한 합병하여 명칭을 뉴욕서노회로 하였다. 2000년에는 필라노회로부터 펜실바니아노회가 분립되었고 2002년에는 2세들의 필요를 충족시키기 위해 영어노회 설립을 허락하였다. 이어 2003년에는 북미주노회라는 명칭으로 영어노회가 설립되었으며, 북가주노회가 동노회와 서노회로 분립되었고, 또한 가주노회로부터 로스앤젤레스노회가 분립되었다. 2005년에는 북가주서노회에서 북가주남노회로 분립되었고, 2008년에는 수도노회로부터 워싱톤노회가 분립되었다. 2009년에는 태평양노회가 가입하였으며 뉴욕동노회 분립을 허락했으며, 2012년에는 로스앤젤레스노회로부터 엘에이중앙노회가 분립되었고, 중부노회로부터 록키마운틴노회가 분립되었다. 2013년에는 서북미노회에서 가미노회가 분립되었고, 2014년에는 뉴욕노회로부터 가든노회가 분립되었고 서가주노회로부터 동가주노회가 분립되었다. 2015년에는 북가주남노회, 북가주동노회, 북가주서노회가 북가주노회로 통합하였다. 2017년에는 남가주노회로부터 서남노회가 분립되었고, 2018년에는 동남아노회를 아시아노회로 개명하였다. 2019년에는 로스앤젤레스노회와 엘에이중앙노회가 로스앤젤레스노회로 통합하였다. 2020년에는 북미주노회를 북미주동노회와 북미주서노회로 분립하였다.

## 통계
교단은 또한 북부 캘리포니아, 시카고, 뉴욕에 인준된 신학교를 유지하고 있고 시험 후에 다른 보수적인 신학교 대학원 목회자를 받아들인다. KAPC 통계에 따르면 53,000명 이상의 세례 교인과 600개의 부속 교회가 있다. 교회에는 미군의 사역과 목사가 있다. 그것은 빠른 성장을 경험한다. 교회에는 현재 31개의 노회가 있으며, 남가주에 4개 노회, 캘리포니아 북부에 3개, 하와이에 1개, 미국 동부에 8개, 중앙 노회, 미국 남부 및 남동부에 노회가 있으며 브라질에는 필리핀에 하나인 브라질 노회와 태평양 노회, 라틴 아메리카 노회와 뉴질랜드 노회가 있다. 2010년에는 영어노회가 출범했다. 19개국에 임무가 있다.
네바다주 라스베가스에 위치한 총무의 총회 사무실이 있다.

## 교의
교회는 웨스트민스터 신앙고백, 웨스트민스터 대 교리문답, 웨스트민스터 소 교리서를 고수한다.

## 참고 문헌
1. ↑  “보관된 사본”. 2018년 5월 28일에 원본 문서에서 보존된 문서. 2021년 9월 7일에 확인함.
2. ↑  http://www.kapc.org/ www.kapc.org/
3. ↑  “보관된 사본”. 2016년 3월 3일에 원본 문서에서 보존된 문서. 2021년 9월 7일에 확인함.
4. ↑  www.kapc.org

## 같이 보기
- 파라과이 개혁장로교회
- 칠레 한인연합교회